# Demir Demirew
Demir Manołow Demirew (ur. 31 sierpnia 1984) – bułgarski sztangista, dwukrotny medalista mistrzostw świata, dwukrotny mistrz Europy.

## Przebieg kariery
Pierwszy medal na arenie międzynarodowej wywalczył już w 1999 roku, zdobywając złoto na mistrzostwach Europy do lat 16, rozegranych w Lignano Sabbiadoro. W kolejnych kilku latach zdobył również dwa złote medale mistrzostw Europy juniorów (2003, 2004), a także srebrny medal mistrzostw świata juniorów (2002).
W 2005 zdobył złoty medal na mistrzostwach Europy seniorów, dzięki osiągniętemu rezultatowi 335 kg w dwuboju. To samo osiągnięcie powtórzył rok później we Władysławowie, rezultat 329 kg w dwuboju dał mu 1. pozycję.
W latach 2006–2007 zdobywał medale mistrzostw świata, zarówno w Santo Domingo, jak i w Chiang Mai wywalczył brązowy medal. Ostatni start Bułgara miał miejsce w Ałmaty, gdzie podczas rozgrywanych tu mistrzostw świata w 2014 roku zajął 9. pozycję w swojej kategorii wagowej (77 kg), z rezultatem 335 kg w dwuboju.

## Osiągnięcia
| Rok  | Zawody                      | Miasto             | Miejsce | Kategoria | Wynik    | Źródło      |
| ---- | --------------------------- | ------------------ | ------- | --------- | -------- | ----------- |
| 1999 | Mistrzostwa Europy U-16     | Lignano Sabbiadoro | 1.      | 50 kg     | 177,5 kg | [ 1 ] [ 3 ] |
| 2001 | Mistrzostwa świata juniorów | Saloniki           | 15.     | 62 kg     | 252,5 kg | [ 4 ]       |
| 2002 | Mistrzostwa świata juniorów | Hawierzów          | 2.      | 62 kg     | 270 kg   | [ 4 ]       |
| 2002 | Mistrzostwa Europy juniorów | Nuoro              | 5.      | 69 kg     | 302,5 kg | [ 4 ]       |
| 2003 | Mistrzostwa świata juniorów | Hermosillo         | 4.      | 69 kg     | 312,5 kg | [ 4 ]       |
| 2003 | Mistrzostwa Europy juniorów | Walencja           | 1.      | 69 kg     | 315 kg   | [ 4 ]       |
| 2004 | Mistrzostwa świata juniorów | Mińsk              | 5.      | 69 kg     | 302,5 kg | [ 4 ]       |
| 2004 | Mistrzostwa Europy juniorów | Burgas             | 1.      | 69 kg     | 327,5 kg | [ 4 ]       |
| 2005 | Mistrzostwa Europy          | Sofia              | 1.      | 69 kg     | 335 kg   | [ 5 ]       |
| 2005 | Mistrzostwa świata          | Doha               | 5.      | 69 kg     | 317 kg   | [ 4 ]       |
| 2006 | Mistrzostwa Europy          | Władysławowo       | 1.      | 69 kg     | 329 kg   | [ 6 ]       |
| 2006 | Mistrzostwa świata          | Santo Domingo      | 3.      | 69 kg     | 318 kg   | [ 4 ]       |
| 2007 | Mistrzostwa Europy          | Strasburg          | 6.      | 69 kg     | 311 kg   | [ 7 ]       |
| 2007 | Mistrzostwa świata          | Chiang Mai         | 3.      | 69 kg     | 334 kg   | [ 4 ]       |
| 2008 | Mistrzostwa Europy          | Lignano Sabbiadoro | N/A     | 69 kg     | 0 kg     | [ 4 ]       |
| 2013 | Mistrzostwa świata          | Wrocław            | N/A     | 77 kg     | 0 kg     | [ 4 ]       |
| 2014 | Mistrzostwa świata          | Ałmaty             | 9.      | 77 kg     | 335 kg   | [ 4 ]       |